# ゼインアーツ

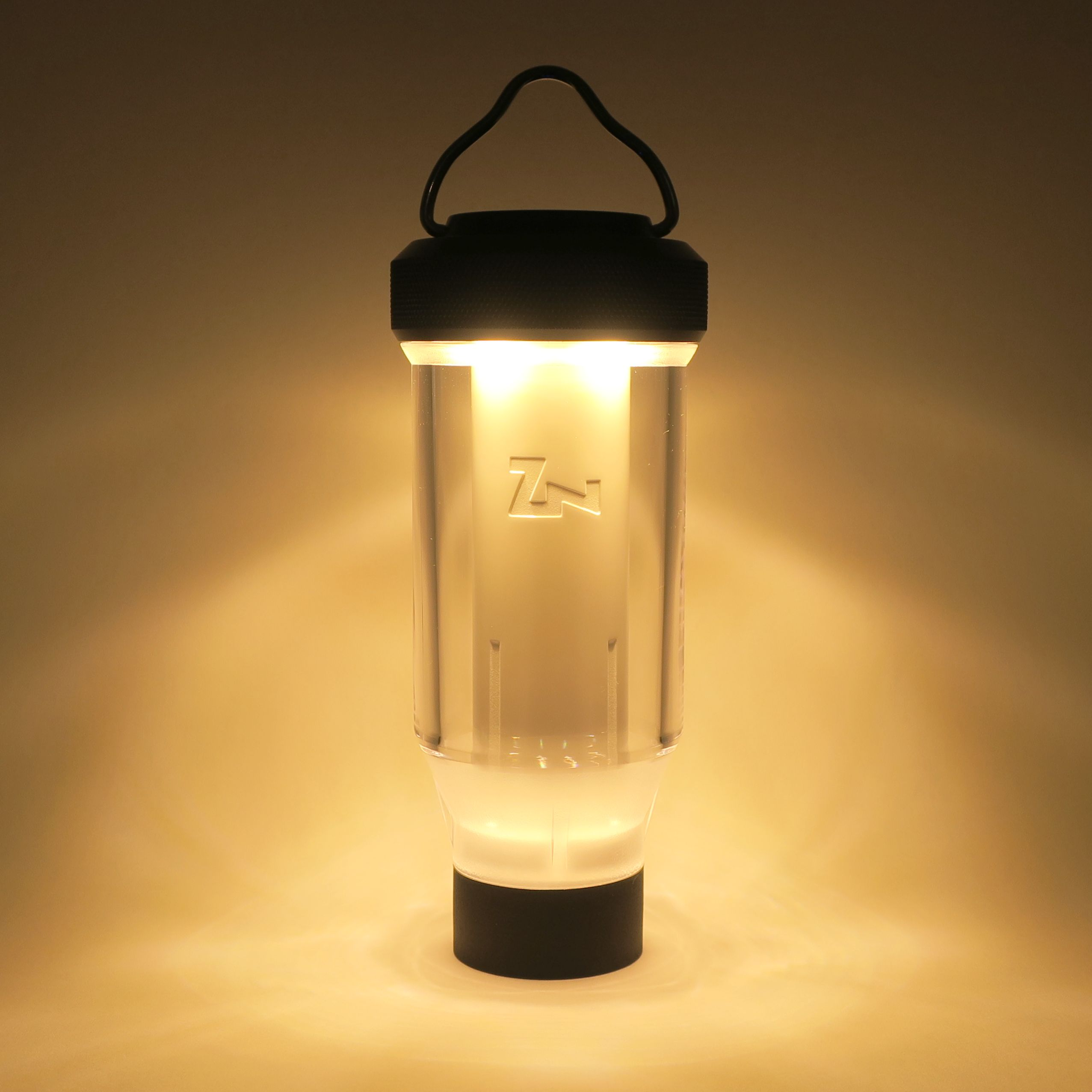
ゼインアーツの充電式LEDランタン「ZIG」（ジグ、LT-003）。

株式会社ゼインアーツ (ZANE ARTS, INC) は、長野県松本市大字島内に所在するアウトドア用品メーカー。

## 歴史
2018年（平成30年）8月創業（8月23日法人番号指定）。飛騨山脈（北アルプス）や上高地の玄関口であり、関東・関西の中間に位置し物流面、生活面でも有利な松本市を拠点に選んだ。2019年（平成31年）4月、第1弾としてシェルター型テント「ゼクーM」など4製品を発売し好評を収め、2020年（令和2年）7月には第2弾製品を投入した。なお、「ゼクーM」はデザイン性や機能性の高さ、価格の安さなどが評価され、2020年度グッドデザイン賞ベスト100に選ばれている。
製品コンセプトは「機能と藝術の融合」〔ママ〕。自然風景と調和する整ったデザインと機能性との両立に注力している。「機能美」という言葉があるが、同社はこれを機能一辺倒と定義し別物としている。また、「ゼクー」・「ギギ」・「ロガ」・「ゲウ」といった製品名称は、それぞれ「色即是空」・「巍々」・「露岩」・「夏雨」という自然美を想起させる言葉から取っている。
同社は創業当時のアウトドア用品市場について、寡占化が進行し高級な高額品か低質な廉価品かの二極化が進んでいたと分析。その中間価格帯をターゲットに見定めた製品を投入することにより顧客の選択肢を増やし、業界市場の適正化・活性化を図るとした。企業の成長に伴い増大する固定費用（人件費など）を製品価格に転嫁するのではなく、少数精鋭により経費を節減し、良質な製品を適正価格で提供することを志向する。問題意識を同じくする販売店などと連携して販路を拡大し、将来の海外展開も見据えている。製品の製造は社外委託とし、修理を自社で対応。2022年11月27日、安定した生産体制の構築が進んでいるとして、オンラインショップのオープンを発表した。
創業者で代表取締役社長は小杉敬（こすぎ けい、1972年 - ）。新潟県出身で、高校生時代からアウトドアに興じる。新潟デザイン専門学校を卒業後、新潟の大手アウトドア用品メーカーで開発業務を担当。2018年に退職し、夫婦2人でゼインアーツを起業した。社名の「ゼイン」 (ZANE) は小杉が座右の銘としている「座 (ZA) して半畳、寝 (NE) て一畳」にちなむ。自社ブランド以外にもA&Fカントリーの「SABBATICAL」（サバティカル）ブランドの製品開発に携わっている。